# 宋璲
宋璲（1344年—1380年），字仲珩，江浙婺州路浦江縣人，明初書法家。宋濂次子。

## 生平
精通篆書、隸書、真書、草書，小篆被譽為明朝第一。陶宗儀《書史會要》稱：“璲大小篆純熟姿媚，行書亦有氣韻。”，與宋克、宋廣合稱「三宋」。娶義烏方天瑞之女為妻。洪武九年（1376年）任中書舍人。洪武十三年（1380年），侄宋慎牽涉胡惟庸案而被誅殺，宋璲受連坐被殺，家族流放至茂州。